# Caraun Reid
Caraun Reid (New York, 23 novembre 1991) è un giocatore di football americano statunitense che gioca nel ruolo di defensive tackle per i DC Defenders della X Football League (XFL). Fu scelto nel corso del quinto giro (158º assoluto) del Draft NFL 2014. Al college giocò a football alla Princeton University.

## Carriera

### Detroit Lions
Reid fu scelto nel corso del quinto giro del Draft 2014 dai Detroit Lions. Debuttò come professionista subentrando nella vittoria della settimana 1 contro i New York Giants. La sua prima stagione si chiuse con 12 presenze, nessuna delle quali come titolare, e due tackle.

### San Diego Chargers
Il 4 settembre 2016, Reid firmò con i San Diego Chargers.

## Statistiche
| Partite totali      | 26  |
| Partite da titolare | 12  |
| Tackle              | 31  |
| Sack                | 2,0 |
| Intercetti          | 0   |

Statistiche aggiornate alla stagione 2015